# Diplodasys rothei
Diplodasys rothei is een buikharige uit de familie van de Thaumastodermatidae. De wetenschappelijke naam van de soort werd voor het eerst geldig gepubliceerd in 2013 door Kieneke, Narkus, Hochberg en Schmidt-Rhaesa.